# Otto Seitz
Otto Seitz (magyarosan Seitz Ottó) (München, 1846. szeptember 3. – München, 1912. március 13.) német akadémikus festő, művészeti tanár.

## Életpályája
A Müncheni Képzőművészeti Akadémia tanáraként számos német művészt (pl. Rudolf Köselitz) tanított. Magyar tanítványai közül Balló Ede, Karlovszky Bertalan, Szobonya Mihály a jelentősebbek.

## Művei
Főképpen arcképeket, tájképeket és csendéleteket festett. Ismertek miniatúrái is (pl. „Faun und Nymphe“). 